# Giorgia Pedone
Giorgia Pedone (ur. 31 sierpnia 2004) – włoska tenisistka.

## Kariera tenisowa
W karierze zwyciężyła w czterech singlowych i trzech deblowych turniejach rangi ITF. 7 października 2024 roku zajmowała najwyższe miejsce w rankingu singlowym WTA Tour – 183. pozycję, natomiast 1 kwietnia 2024 osiągnęła najwyższą pozycję w rankingu deblowym – 416. miejsce.

## Wygrane turnieje rangi ITF
| turnieje z pulą nagród 100 000 $ (W100) |
| turnieje z pulą nagród 80 000 $ (W80)   |
| turnieje z pulą nagród 60 000 $ (W75)   |
| turnieje z pulą nagród 40 000 $ (W50)   |
| turnieje z pulą nagród 25 000 $ (W35)   |
| turnieje z pulą nagród 15 000 $ (W15)   |

### Gra pojedyncza
|    | Data       | Turniej    | ($)    | Naw.   | Finalistka           | Wynik         |
| 1. | 08/10/2023 | Pula       | 25 000 | ziemna | Ane Mintegi Del Olmo | 6:2, 7:5      |
| 2. | 11/08/2024 | Zagrzeb    | 40 000 | ziemna | Jelena Pridankina    | 2:6, 6:2, 7:5 |
| 3. | 08/09/2024 | Piracicaba | 25 000 | ziemna | Jazmín Ortenzi       | 6:4, 6:2      |
| 4. | 14/09/2024 | Lème       | 25 000 | ziemna | Aurora Zantedeschi   | 6:2, 6:3      |